# تعطیلات (فیلم)
تعطیلات (ایتالیایی: La vacanza) یک فیلم درام ایتالیایی به کارگردانی تینتو براس است که در سال ۱۹۷۲ منتشر شد. از بازیگران آن می‌توان به ونسا ردگریو، فرانکو نرو، لئوپولدو تریئسته، کورین ردگریو و مارگاریتا لوسانو اشاره کرد.

## خلاصه داستان
ایماکولاتا (ونسا ردگریو) دختر روستایی و معشوقهٔ کنت است، اما زمانی که کنت دوباره توجه‌اش را معطوف همسرش می‌کند، ایماکولاتا را به آسایشگاه روانی می‌فرستد. تعطیلات، مرخصی آزمایشی یک‌ماههٔ او از این مؤسسه است. او از سوی خانواده‌اش طرد می‌شود و در ادامه دوستان تازه‌ای در قالب کولی‌ها و مردی انگلیسی پیدا می‌کند. اما خوشحالی آن‌ها با اعمال مجرمانه و نبردی برای آزادی، دچار مشکل می‌شود.